# Island Line (Wight)
Island Line – system komunikacji kolejowej we wschodniej części wyspy Wight (między molo Ryde i Shanklin)
Linia jest jednotorowa, normalnotorowa, posiada 13,7 km długości i 8 przystanków. Ruch obsługują 4 wycofane z londyńskiego metra pojazdy zasilane z trzeciej szyny napięciem 750 V DC.
Linia została otwarta w 1880 r. i łączy przystanek XIX-wiecznego promu z Wielkiej Brytanii na molo w Ryde, po czym biegnie po wschodniej stronie molo do przystanku Ryde Esplanade, gdzie znajduje się węzeł przesiadkowy do autobusów regionalnych, a następnie kieruje się w głąb wyspy, przez Branding, Sandown i Lake do Shanklin. Do 1966 r. Island Line biegła dalej na południe, do Wroxhall i Ventnor. W 1991 r. do linii doprowadzono 9-kilometrową linię turystycznej kolei parowej (Isle of Wight Steam Railway) i w miejscu styku uruchomiono unikalny w Wielkiej Brytanii przystanek Smallbrook Junction, który nie jest dostępny dla osób wsiadających, a jedynie dla przesiadających się. W styczniu 2021 r. zmieniono wykorzystywane napięcie z 660 V prądu stałego na 750 V prądu stałego. 
Pociągi kursują co pół godziny i co godzinę wieczorem. Do 1996 r. linia była obsługiwana przez państwowe koleje brytyjskie, a potem ruch linii prowadzili prywatni franczyzobiorcy – Stagecoach Group (1996–2007), South West Trains (2007–2017), South Western Railway (od 2017 r.). Od remontu tunelu w Ryde w latach 1960. jego sklepienie jest zawieszone na wysokości 2,5 metra nad główką szyny, co uniemożliwia ruch pojazdom o standardowej dla brytyjskich kolei wysokości, w związku z czym rozpoczęto eksploatację pojazdów wycofanych z londyńskiego metra. Od 1967 r. użytkowano elektryczne zespoły trakcyjne Class 485 i Class 486 z lat 1923–1934, a od 1992 r. Class 483, zaś od 2021 r. całość floty została zastąpiona przez pojazdy Class 484. 